# Cirkelpark
Het Cirkelpark (Armeens: Օղակաձեւ Զբոսայգի), ook gekend als Jeugdpark, is een stadspark in de Armeense hoofdstad Jerevan. Het park is 2,5 kilometer lang en 120 meter breed en maakte deel uit van het "Algemeen plan voor Jerevan" uit 1924, ontworpen door Alexander Tamanian.

## Ligging
Het park ligt in het district Kentron in een halve cirkel langs de Khanjanstraat en de Moskovjanstraat, vanaf de Tigran Mets Avenue en de Sint-Gregorius de Verlichterkathedraal in het zuiden tot het Poplavokmeer en de Mesrop Mashtots Avenue in het noorden.

## Beelden in het park
Het park herbergt vele kunstwerken waaronder de beelden van Aleksandr Gribojedov, Andranik Ozanian, Vardan Mamikonian, Yeghishe Charents, Tigran Petrosjan, Mikael Nalbandian, Armen Tigranjan, Fridtjof Nansen, Avetik Isahakjan en Vahan Terian. In oktober 2012 werd de "weldoenersloopbrug" geopend met standbeelden van zes prominente Armeense weldoeners: Boghos Nubar, Aleksandr Mantashyan, Alex Manoogian, Calouste Gulbenkian, Mikael Aramyants en Hovhannes Lazarjan.
Andere decoratieve monumenten in het park zijn onder andere het Vriendschapsmonument tussen Carrara en Jerevan, het Wedergeboortemonument, het Wachtmonument en het monument gewijd aan het Herleefde Armenië.
Gebouwen en structuren in en rond het park zijn onder andere:
- Heilige Gregorius de Verlichterkathedraal
- Cultureel Centrum Tekeyna
- Tigran Petrosjan Schaakhuis
- Tennisclub van de Staatsuniversiteit van Jerevan
- Komitas-kamermuziekhal
- Jeritasardakan (metrostation)
- Het Poplavokmeer en café Aragast

## Fotogalerij

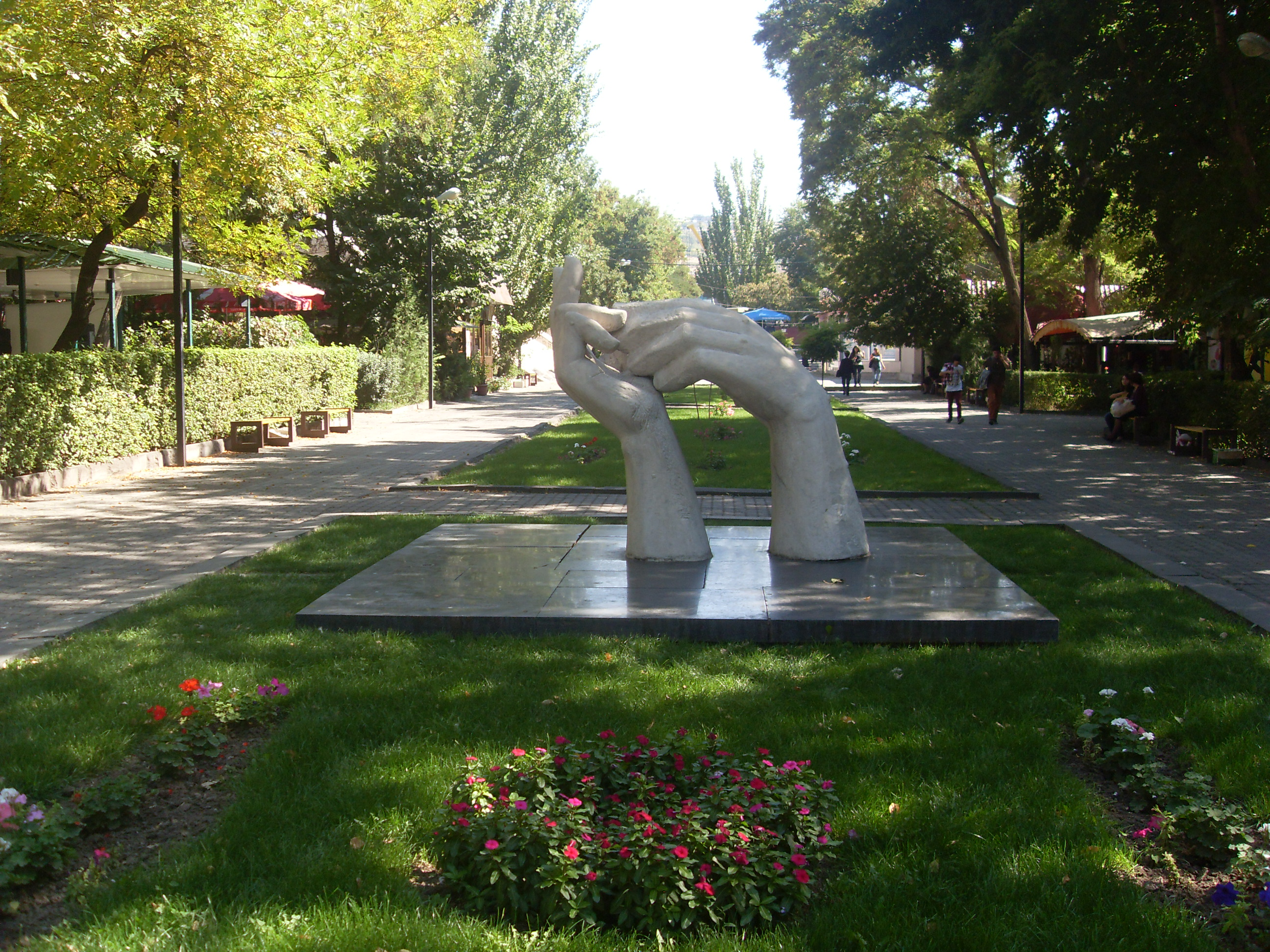
"Handen van vriendschap" van Carrara naar Jerevan
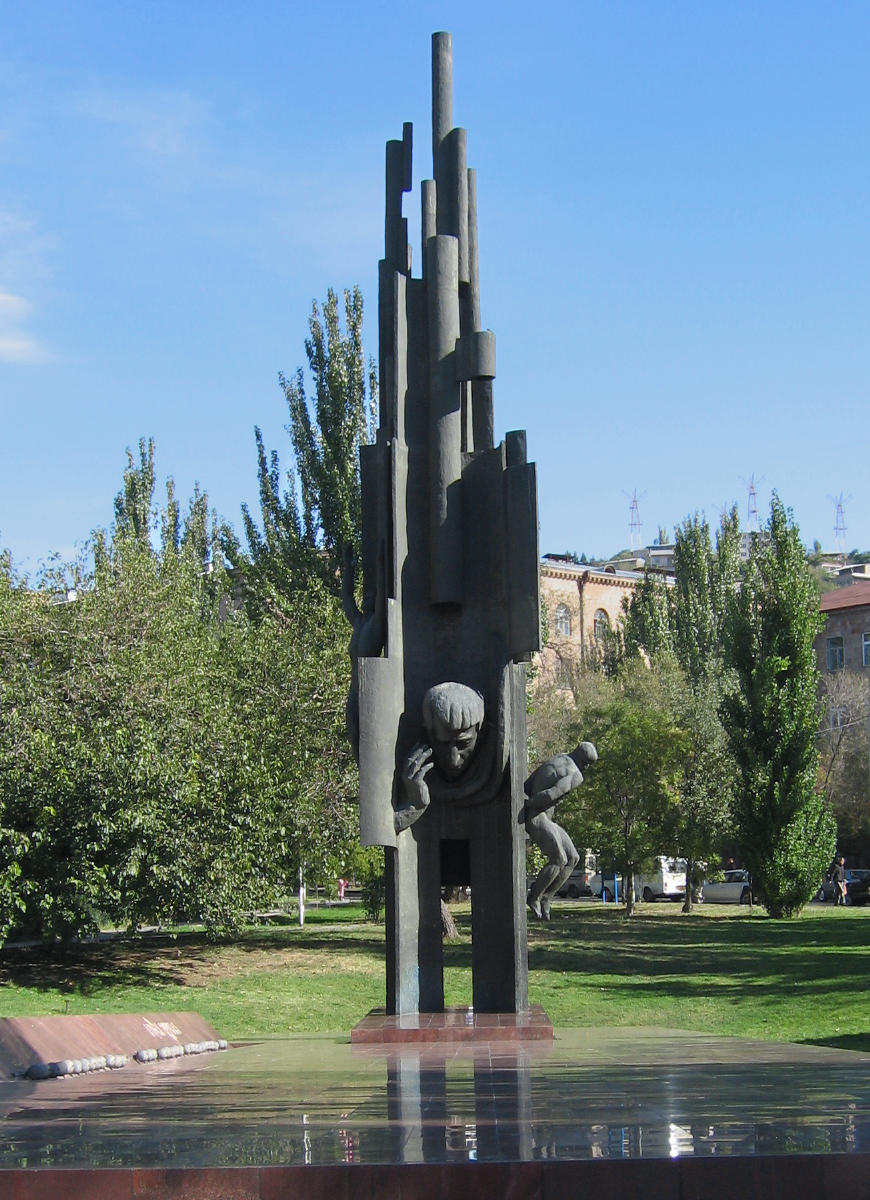
Het Jeghishe Charents-monument
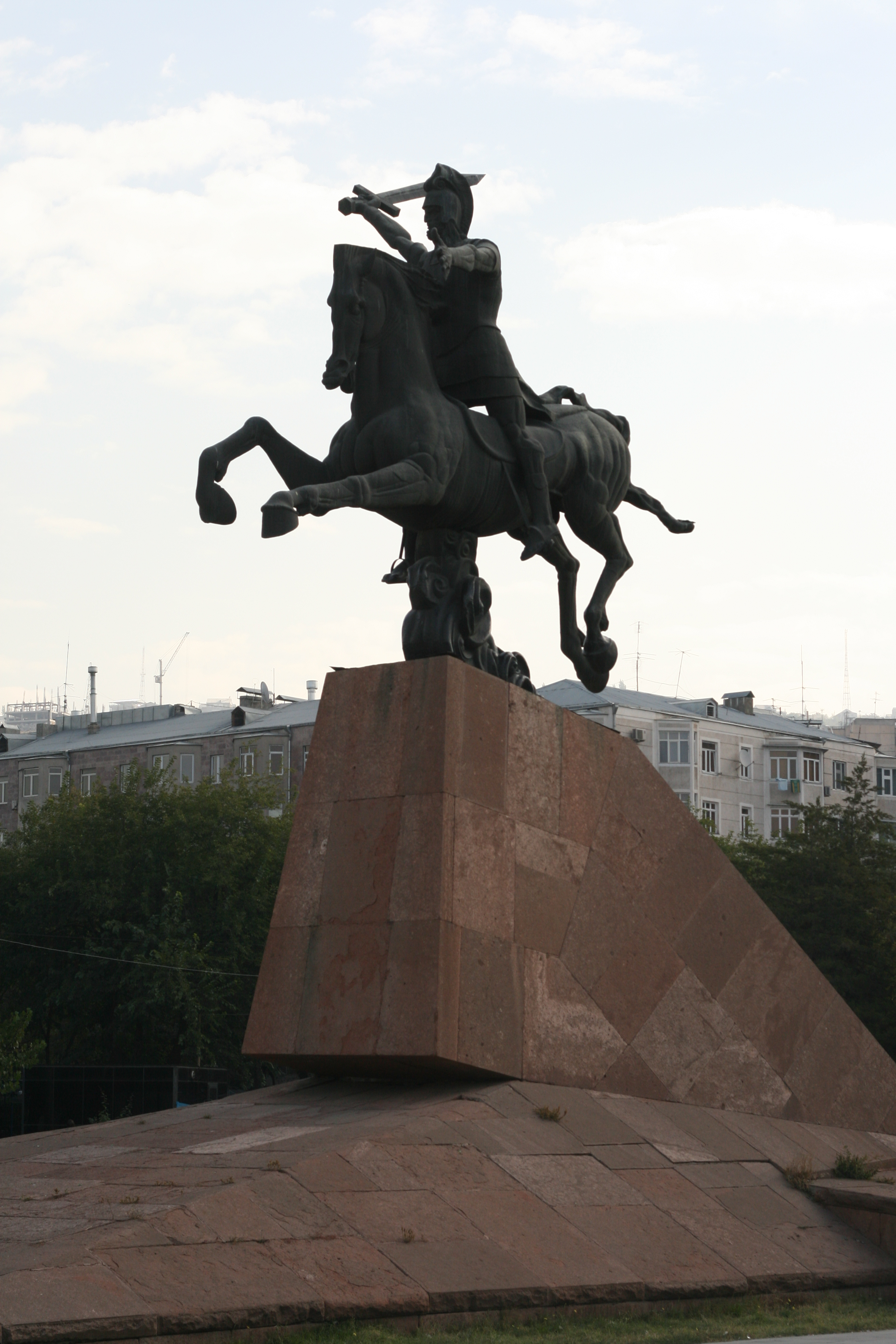
Standbeeld van Vardan Mamikonjan
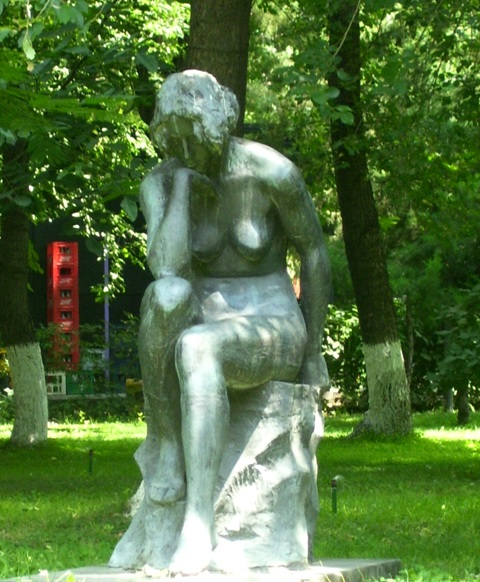
Skulpturen Väntan, brons, av Stepan Taryan

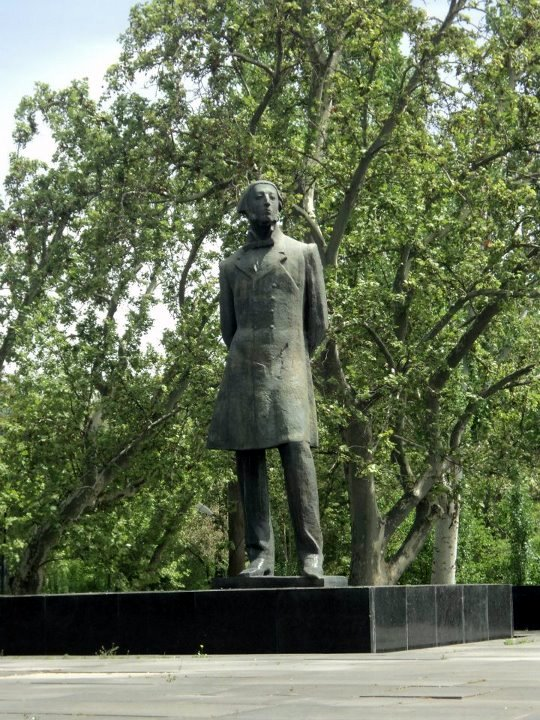
Standbeeld van Mikael Nalbandian
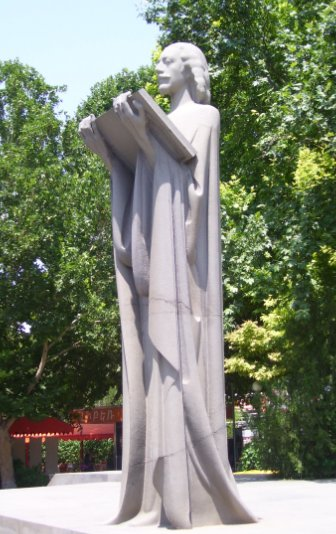
Standbeeld van Armen Tigranian
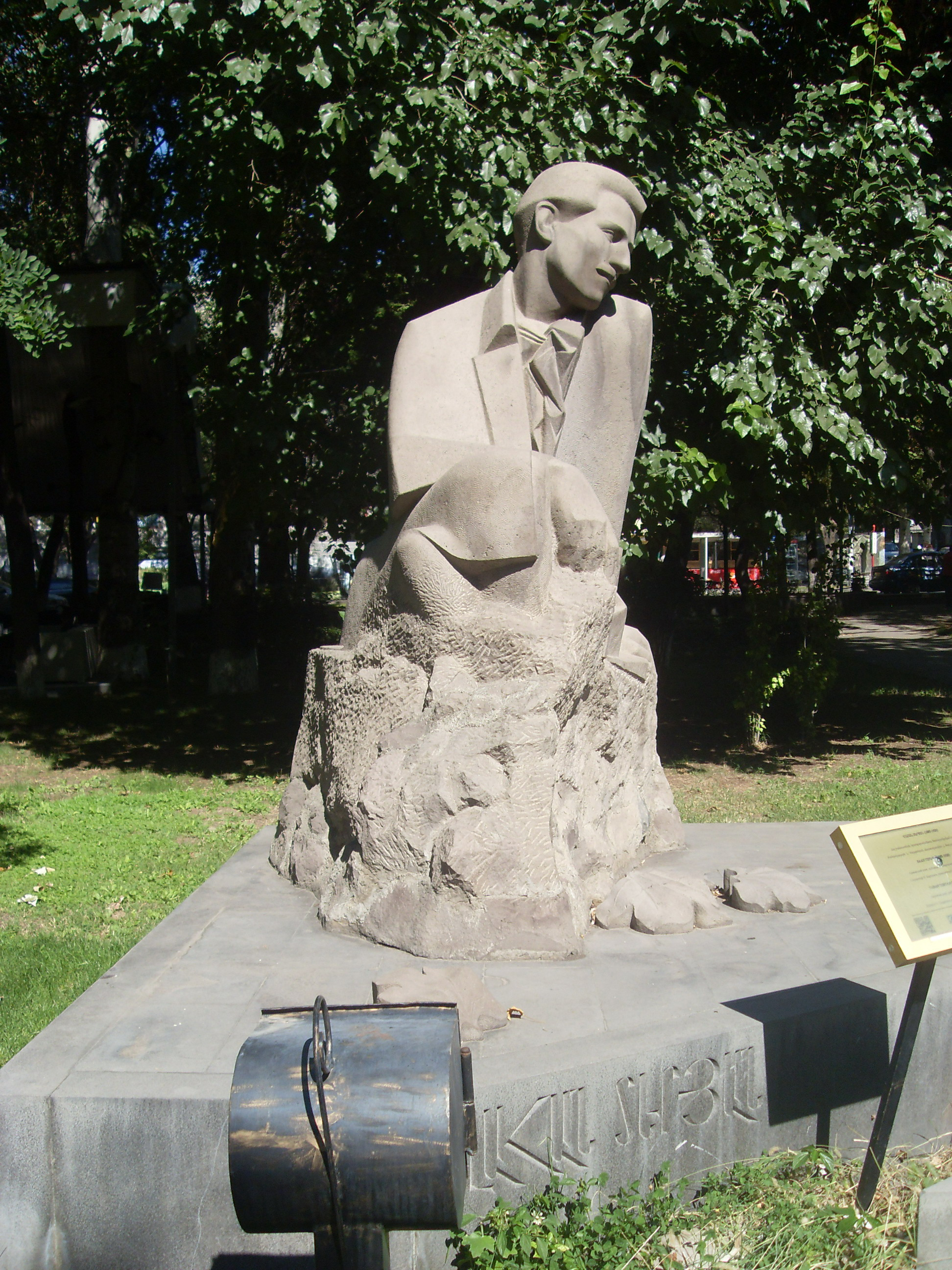
Standbeeld van Vahan Terjan
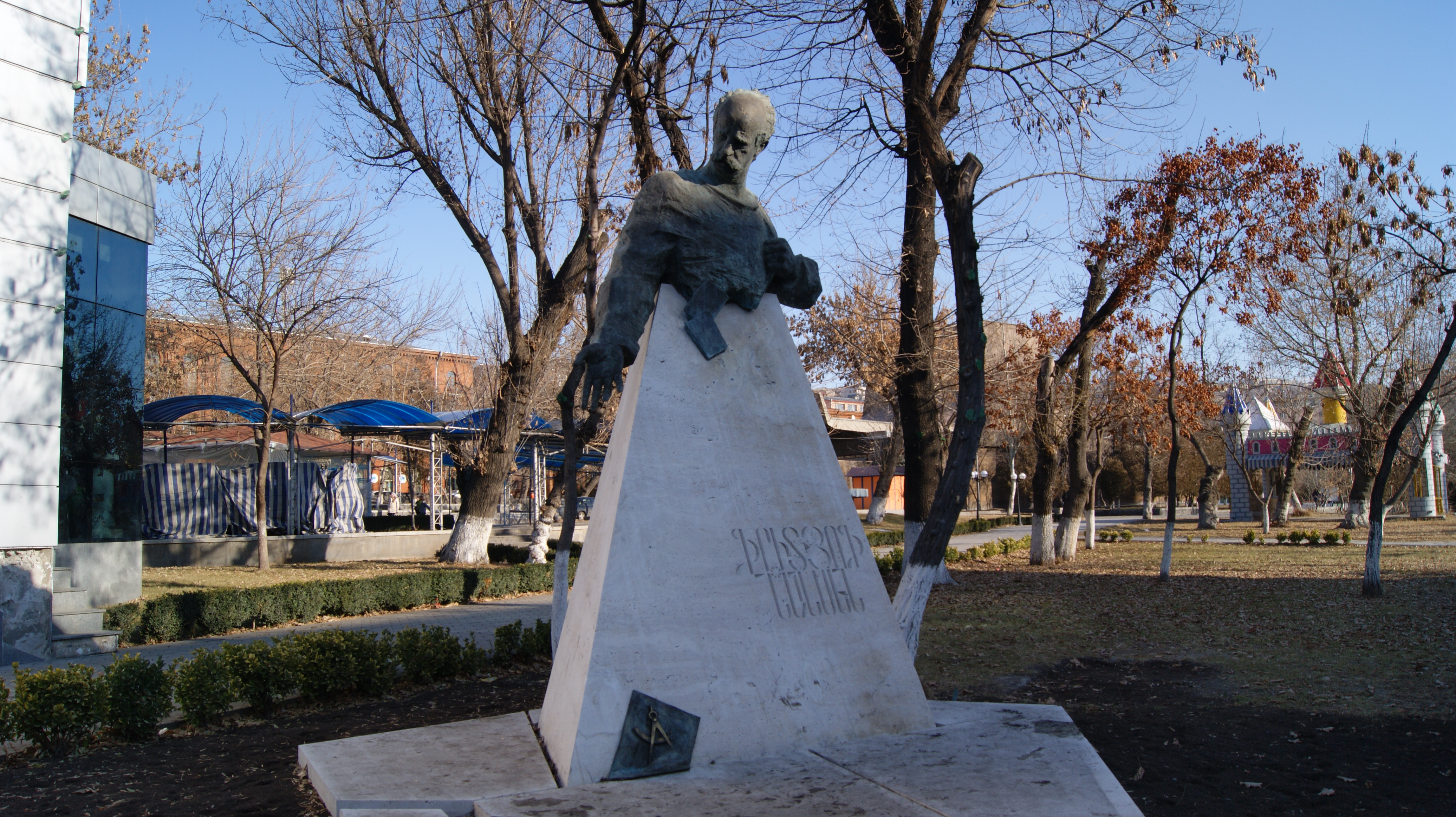
Fridtjof Nansen-monument